# Thomas Hennessy
Thomas Hennessy (* 11. Juni 1994 in Bardonia, New York) ist ein US-amerikanischer Footballspieler auf der Position des Long Snappers. Er spielt für die New York Jets in der National Football League (NFL).

## Frühe Jahre
Hennessy ging in Ramsey, New Jersey, auf die Highschool. Zwischen 2013 und 2016 besuchte er die Duke University.

## NFL
Nachdem er im NFL-Draft 2017 nicht ausgewählt worden war, nahmen ihn die Indianapolis Colts am 4. Mai 2017 unter Vertrag. Noch vor der Saison 2017 wurde Hennessy zu den New York Jets getradet, wo er in seiner ersten Saison den Posten des Long Snappers übernahm. Am 5. Oktober 2019 wurde sein Vertrag bei den Jets um vier Jahre verlängert. Am 28. April 2023 unterzeichnete Hennessy bei den New York Jets erneut eine Vertragsverlängerung über vier Jahre.

## Persönliches
Thomas Hennessy ist verheiratet. Sein Bruder Matt Hennessy spielt aktuell als Center in der NFL für die Atlanta Falcons.